# 都電機
座標: 北緯35度8分39.6秒 東経136度56分43.6秒 / 北緯35.144333度 東経136.945444度

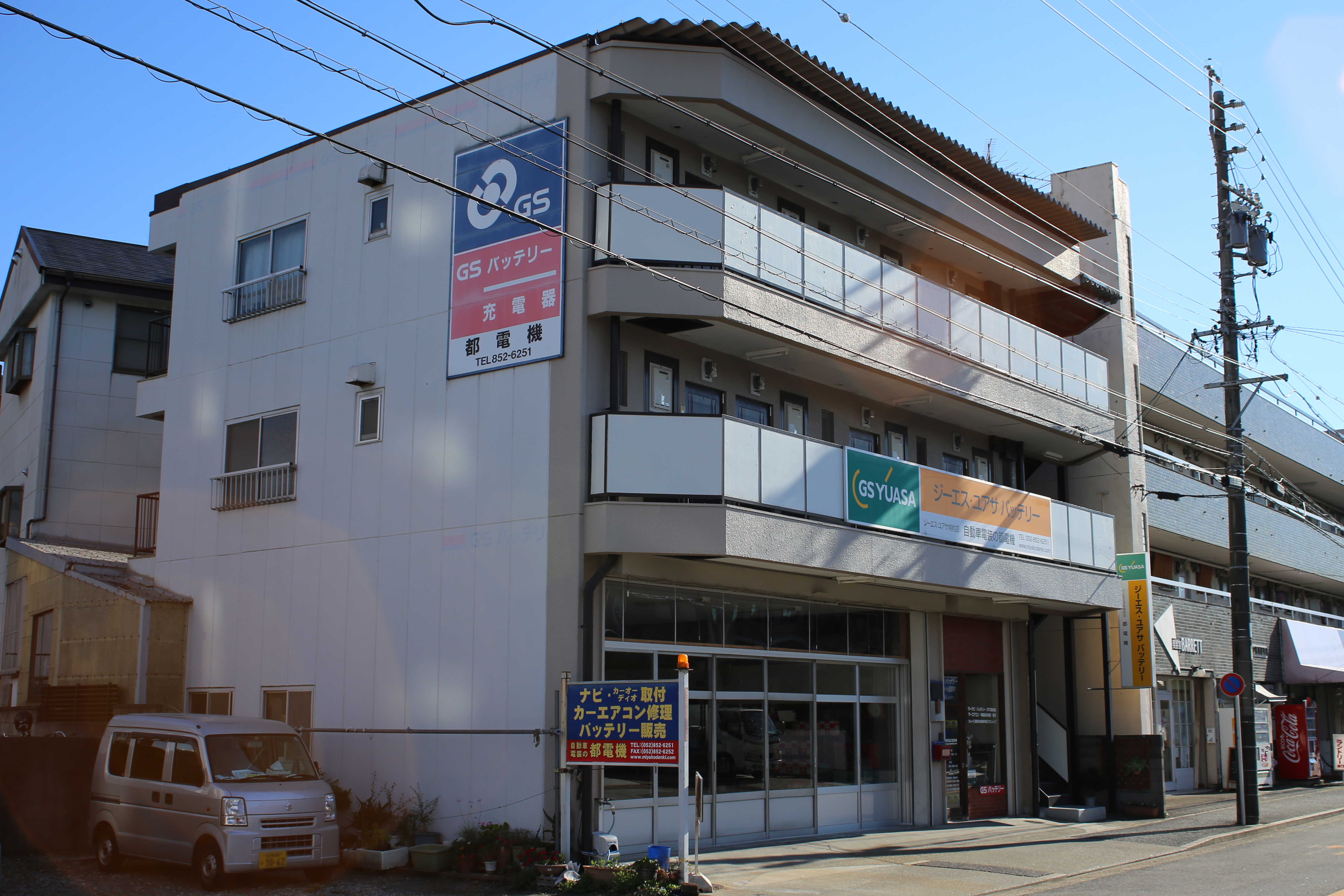
都電機本社（2015年6月）

都電機（みやこでんき）は、名古屋市昭和区に店舗・整備工場を構える、自動車電装修理･整備およびカー用品を販売する店。代表取締役および創業者は平井文吉。

## 店舗
- 都電機
  - カー用品店・自動車電装業の店。カーナビやETC車載器、バッテリーの通販だけでなく、自動車電装部品の修理やカーエアコンの修理も行う。